# Marcin Winkler
Marcin Winkler (zm. 8 sierpnia 1700) – doktor teologii, profesor i rektor Akademii Krakowskiej.

## Życiorys
Urodził się w Krakowie, studiował w Akademii Krakowskiej uzyskując stopień bakałarza w 1650. Został oddelegowany do Akademii Lubrańskiego w Poznaniu jako profesor retoryki, gdzie pracował w latach 1658–1660. Z Poznania udał się na studia do Rzymu, gdzie w 1662 uzyskał tytuł doktora teologii. W 1666 został członkiem Kolegium Większego oraz kanonikiem kościoła św. Anny. Od 1678 był wychowawcą królewicza Jakuba Sobieskiego. W 1683 nostryfikował rzymski doktorat teologii i został prepozytem sandomierskim oraz kustoszem kościoła św. Floriana. Kanonik krakowski, sześciokrotny wybierany był na urząd rektora Akademii w latach 1687-1689 i ponownie w 1695. Jako rektor potwierdził prawo studentów do kozubalca – podatku od wozów żydowskich. Publikował panegiryki ku czci Sobieskiego.